# Capela de São Brás (São Dinis)
A Capela de São Brás localiza-se na freguesia de Vila Real, município de Vila Real, em Portugal.
Em 16 de junho de 1910 foi declarada Monumento Nacional.

## Túmulos
Na capela estão vários túmulos, um é lendariamente atribuído a Lourenço Viegas, filho de D. Egas Moniz e companheiro de armas do rei, D. Afonso Henriques, atribuição evidentemente destituída de prova.
O mais importante túmulo é o de João Teixeira de Macedo, falecido em 1506, homem da corte, do Conselho real, que se destacou ao serviço de D. Afonso V, no Norte de África, e de quem obteve o vínculo da capela com o objectivo de a converter em panteão familiar.

## Tradição
Todos os anos, nos dias 2 e 3 de fevereiro, a Vila Velha, onde se situa a Capela de São Brás é o palco de uma festividade em honra do santo patrono. O espaço recebe barraquinhas onde se podem comprar as “Ganchas”, um doce tradicional que consiste num rebuçado em forma de báculo.
Manda a tradição que, depois de receberem o Pito - um doce recheado de abóbora - oferecido pelas raparigas no dia de Santa Luzia, os rapazes retribuam, oferecendo a Gancha no dia de São Brás.